# The Final Option

The Final Option est un film hongkongais réalisé par Gordon Chan, sorti en 1994.

## Synopsis
Ho Chi-Wai est un jeune policier en butte à une criminalité de mieux en mieux organisée. À la suite du décès d'un collègue sous les balles des malfrats, il demande son affection au SDU (Special Duties Unit), le groupe d'intervention anti-terroriste de la police de Hong Kong.
Mais pour être admis, il lui faut se soumettre à une terrible série d'épreuves inhumaines sous la supervision de l'implacable commandant Stone. Ayant surmonté les pires difficultés, Ho rejoint les unités d'élite dans leur combat permanent contre le crime : une véritable guerre s'instaure alors, transformant la ville en véritable champ de bataille...

## Fiche technique
- Titre : The Final Option
- Titre original : Fei hu xiong xin
- Réalisation : Gordon Chan
- Scénario : Gordon Chan
- Production : Ip Kwok-Kim
- Musique : Richard Yuen
- Photographie : Horace Wong
- Montage : Chan Kei-Hop
- Pays d'origine : Hong Kong
- Format : Couleurs - 1,85:1 - Dolby Digital - 35 mm
- Genre : Action, policier
- Durée : 103 minutes
- Date de sortie : 17 mars 1994 (Hong Kong)

## Distribution
- Peter Yung : Ho Chi-Wai
- Michael Wong : Stone Wong
- Chan Kwok-Pong : Bond
- Vindy Chen : Windy
- Paul Fonoroff : Fonctionnaire de police
- Carman Lee : May
- Bruce Law : Bruce

## Autour du film
La Special Duties Unit est une unité paramilitaire de la Police de Hong Kong. Établie en juillet 1974, c'est une sous-division de la Police Tactical Unit (PTU). Sa fonction principale est le contre-terrorisme. Tout comme le SWAT aux États-Unis, elle apparaît dans nombre de films et fictions télévisuelles de Hong Kong.

## Récompenses
- Nomination au prix du meilleur film, meilleur réalisateur, meilleur montage, meilleur acteur débutant (Peter Yung) et meilleur second rôle masculin (Chan Kwok-Pong), lors des Hong Kong Film Awards 1995.